# Melek-Tha
Melek-Tha ist ein Death-Industrial-Projekt aus Nesles.

## Geschichte
Ludo „Lord Evil“ Lejeune gründete Melek-Tha im Sommer des Jahres 1994. Zuvor hatte der Musiker Intros für befreundete Musikgruppen produziert. Nach einigen Monaten, die Lejeune damit verbrachte sich auszuprobieren versandte er das Demo Astrum Argentinum an Freunde. Das Demo wurde dem französischen Metal-Label Adipocere Records zugespielt. Im Jahr 1996 kam es zu der Veröffentlichung. Lejeune produzierte weiterhin Musik, veröffentlichte diese jedoch erst ab 1999, nachdem er Verträge mit Cold Spring Records und Solipsism Records für die Veröffentlichung von Post Nuclear Race und De Magia Naturali Daemoniaca abgeschlossen hatte. In den ersten 25 Jahren nach der Bandgründung veröffentlichte Melek-Tha über 70 Alben, mit und ohne Label. Dabei entstanden diversere limitierte Eigenproduktionen die Lejeune als Box-Sets von Hand fertigte. Trotz der gelegentlichen Kooperation mit populären Labeln des Post-Industrial, der Metal-Szene und der schwarzen Szene Resonanz und durch die Musikpresse dieser Szenen blieb Melek-Tha ein Underground-Projekt der Industrial Culture. Insbesondere das über Cold Spring Records veröffentlichte De Magia Natvrali Daemoniaca und das im Jahr 2000 über Dark Vinyl Records veröffentlichte Evil is too Strong erfuhren breite Resonanz. Dabei sind alle Alben als jeweilige Konzeptwerke angelegt.

„Most of my albums have a common thread: they’re all like a concept album, and each album can be the soundtrack of a movie, anyway that’s what I’m trying to do.“

„Die meisten meiner Alben haben einen gemeinsamen roten Faden: Sie sind alle Konzeptalben die als Soundtrack eines Films fungieren können sollen, zumindest versuche ich das.“

## Stil
Die Musik von Melek-Tha wird dem Death Industrial zugerechnet und mit jener der Genrevertreter In Slaughter Natives gleichgesetzt. Ludo „Lord Evil“ Lejeune nannte In Slaughter Natives dabei die für ihn beste Band des Genres. Die Musik wird „laut und apokalyptisch“ beschrieben. Sie basiere auf „geloopte Rhytmen [!sic]“ sowie „einer Vielzahl von Samples“. So erzeuge Lejeune „mit Synthesizern, Soundeffekten und Samples aus Horrorfilmen eine bombastisch-monumentale Soundcollage voller brachialer, oft repetetiver Rhythmen und höllischen Orchesterähnlichen Arrangements.“ Die Themen des Projektes variieren dabei zwischen Horror-Motiven und Okkultismus. Gesang findet auf wenigen Veröffentlichungen statt. Sofern Lejeune seine Stimme vernehmbar nutzt wird der Klang als ritueller Sprechgesang beschrieben.

## Diskografie (Auswahl)
- 1996: Astrum Argentinum (Adipocere)
- 1999: De Magia Natvrali Daemoniaca (Cold Spring Records)
- 2000: Evil Is Too Strong (Dark Vinyl)
- 2000: Dehumanizer (Membrum Debile Propaganda)
- 2001: The Diablerie Manifesto (Self Abuse)
- 2001: Inferno (Üne Records)
- 2002: Gloriam Demondi (Dark Vinyl)
- 2003: Perfect World Eradication (Kubernoise)
- 2003: Evil Indoctrination (Dark Vinyl)
- 2004: War Is Coming (Dark Vinyl)
- 2005: The Decimation World (Dark Vinyl)
- 2005: Corridors of Hell (Selfless Recordings)
- 2005: Decadence & Genocide (Nuit & Brouillard)
- 2005: The Decimation World (You Are the Slaves and We Are the Masters) (Dark Vinyl)
- 2007: Apokalypsia (Necrocosm)
- 2007: Acclaim Hell (Dark Vinyl)
- 2013: Hell (412 Recordings)
- 2014: The Hollow Earth (412 Recordings)
- 2018: The Antichrist Arrival (Maltkross Productions)
- 2019: Vocat Inferni Detractos (Maltkross Productions)
- 2021: Infernalis Tenebrae (Black Mara)
- 2021: Triumph of Death (Maltkross Productions)